# Петерсон, Джон
Джон Аллан Петерсон (англ. John Allan Peterson; род. 22 октября 1948, Cumberland, Висконсин) — американский борец вольного стиля, чемпион и призёр Олимпийских игр, призёр чемпионатов мира, трёхкратный обладатель Кубка мира. Брат Бена Петерсона, также чемпиона олимпийских игр по борьбе.

## Биография
Жил в Комстоке близ Камберленда, штат Висконсин. После окончания школы в Камберленде, поступил в университет Висконсин-Стаут, окончил его в 1971 году.
На Летних Олимпийских играх 1972 года в Мюнхене боролся в категории до 82 килограммов (средний вес). Выбывание из турнира проходило по мере накопления штрафных баллов. За чистую победу штрафные баллы не начислялись, за победу за явным преимуществом начислялось 0,5 штрафных балла, за победу по очкам 1 штрафной балл, за ничью 2 или 2,5 штрафных балла, за поражение по очкам 3 балла, поражение за явным преимуществом 3,5 балла, чистое поражение — 4 балла. Если борец набирал 6 или более штрафных баллов, он выбывал из турнира. Титул оспаривали 24 человека.
В 1972 году советский тренерский штаб оценил Джона Петерсона:

Этот спортсмен удивлял всех своим высоким темпом и агрессивностью в любых ситуациях борьбы, но его техническое
оснащение оставляло желать лучшего. При борьбе в стойке он в основном проводил сбивания захватом ног, а в партере — перевороты обратным захватом дальнего бедра и захватом руки на ключ.— 
Проиграл в четвёртом круге непобедимому советскому борцу Левану Тедиашвили и занял второе место. Интересно, что на следующих олимпийских играх Леван Тедиашвили, перейдя в полутяжёлый вес, отнимет золотую медаль у брата Джона Петерсона, Бена.
| Круг | Соперник         | Страна                                       | Результат | Основание                   | Время схватки |
| ---- | ---------------- | -------------------------------------------- | --------- | --------------------------- | ------------- |
| 1    | Ричард Барраклуг | Великобритания                               | Победа    | Туше (0 штрафных баллов)    | 1:49          |
| 2    | Петер Неймар     | Федеративная Республика Германии (1949—1990) | Победа    | По очкам (1 штрафной балл)  |               |
| 3    | Ян Выпиржик      | Польша                                       | Победа    | Туше (0 штрафных баллов)    | 6:35          |
| 4    | Леван Тедиашвили | Союз Советских Социалистических Республик    | Поражение | По очкам (3 штрафных балла) |               |
| 5    | Василе Йорга     | Румыния                                      | Победа    | По очкам (1 штрафной балл)  |               |

В 1973 году завоевал Кубок мира по борьбе, повторил успех в 1975 году.
На Летних Олимпийских играх 1976 года в Монреале боролся в категории до 82 килограммов (средний вес). Регламент незначительно изменился: за победу с явным преимуществом в 12 баллов и более штрафные баллы не начислялись, при поражении за явным преимуществом в 12 баллов и более начислялось 4 штрафных балла. Титул оспаривали 18 человек.
Оценка советского тренерского штаба была уже несколько иной:

…опытный борец с солидным тактико-техническим репертуаром действий. Борется в правой стойке, ближе к фронтальной, сильно сгибает ноги в коленях, за счет длинных рычагов имеет преимущество над соперником в росте и силе. Четко атакует как с дистанции, так и с плотного захвата. «Завязывая» руку соперника, часто применяет рывковые действия, выводя его из равновесия; набирает баллы преимущественно за счет входа в одну ногу (правую) с дистанции (голова снаружи) с быстрым переходом на захват за вторую ногу и последующим переводом в партер. Здесь, борясь сверху, чаще всего выполняет переворот разгибанием захватом шеи из-под дальнего плеча с зацепом правой ноги; при защите соперника быстро переходит на «растяжку» с захватом другой руки. Является искусным исполнителем броска обратным захватом за дальнее бедро (левое). Петерсон при борьбе в партере снизу предупреждает все атаки верхнего за счет своевременного и четкого контроля рук атакующего. Сковывая его действия захватом за кисти рук, обычно выходит из-под соперника наверх. Хорошо маневрирует, правильно пользуясь площадью ковра, все время старается держать соперника в напряжении за счет рационального чередования сковывания с сильным «разбалтыванием» соперника с помощью
выведения его из состояния равновесия. Бойцовские качества высокие, агрессивен, всегда борется до конца, методически набирая преимущество в баллах за счет отлично развитой специальной выносливости. Имеет хорошую гибкость и высокую эластичность мышечно-связочного аппарата. Психически устойчив, очень общителен. Арсенал технических действий неширок, но зато хорошо отработан. Во всех схватках борется грамотно и разнообразно.— 
Джон Петерсон, победив во всех схватках, заслуженно завоевал золотую медаль олимпиады.
| Круг  | Соперник         | Страна                                       | Результат | Основание                                   | Время схватки |
| ----- | ---------------- | -------------------------------------------- | --------- | ------------------------------------------- | ------------- |
| 1     | Тони Шаклади     | Великобритания                               | Победа    | Туше (0 штрафных баллов)                    | 1:18          |
| 2     | Андрэ Бушоль     | Франция                                      | Победа    | Дисквалификация соперника (1 штрафной балл) |               |
| 3     | Адольф Зегер     | Федеративная Республика Германии (1949—1990) | Победа    | 14-4 (0,5 штрафных баллов)                  |               |
| 4     | Иштван Ковач     | Венгрия                                      | Победа    | 10-3 (0,5 штрафных баллов)                  |               |
| 5     | Виктор Новожилов | Союз Советских Социалистических Республик    | Победа    | 20-4 (0 штрафных баллов)                    |               |
| Финал | Мехмет Узун      | Турция                                       | Победа    | 13-5                                        |               |

В 1978 году на чемпионате мира остался третьим, в 1979 году — вторым. В 1980 году в третий раз завоевал Кубок мира. По известным причинам на олимпийских играх в Москве не выступал.
После окончания карьеры, на тренерской работе, в настоящее время тренирует в колледже Аугсбург (Миннеаполис). Вместе с братом является основателем клуба Camp of Champs (1977), и как и брат, является проповедником христианских ценностей.
Член Национального зала славы борьбы США.

## Видео
- Джон и Бен Петерсоны. Фрагменты Олимпийских игр 1972, 1976